# Le Mesnil-Bœufs
Le Mesnil-Bœufs est une ancienne commune française située dans le département de la Manche et la région Normandie, associée à Isigny-le-Buat.

## Géographie
Le Mesnil-Bœufs est située à 30 km à l'est du Mont-Saint-Michel et à 2 km du bourg d'Isigny-le-Buat.

## Toponymie
Le nom de la localité est attesté sous les formes Mesnilbos vers 1180 et de Mesnillo Bos au XIIIe siècle, le Mesnil Beufx en 1398, Maini Beuf en 1631, Ménibeux en 1701, Sanctus Bricius de Mesnil-Lobovis en 1798.
Graphie aberrante pour Le Mesnil-Beux, formé avec le nom de personne normand Beux, issu du germanique Boso, croisé en Normandie avec le norrois Bosi, encore attesté de nos jours comme nom de famille sous la forme Beux. C'est le même nom que Boson et Bozon d'origine germanique continentale, mais qui sont au cas régime. On le retrouve également dans tous les Beuzeville, Beuzebosc, Beuzemouchel, etc. de Normandie.
Mesnil est un terme d'ancien français, généralement précédé et suivi d'un nom de personne.

## Histoire
Le Mesnil-Bœufs fut la possession de la famille de Saint-Hilaire.
Lors de la Révolution française , la paroisse avait pour curé François, René Heslouin (1757-1841). Réfractaire, il émigra en Angleterre de 1792 à 1802, et une fois rentré assura son ministère pendant près de quarante ans, jusqu'à sa mort.
La commune est associée le 15 mars 1973 avec Les Biards, Chalandrey, La Mancellière, Le Mesnil-Thébault, Montgothier, Montigny, Naftel, Vezins et Isigny-le-Buat (fusion d'Isigny et du Buat en 1969), pour former la première et seule commune-canton de France : Isigny-le-Buat.

### Fief de Tirel
Le fief de Tirel, tenu sous le fief de Montigny, était une vavassorie, nommée également La Mancellière.
Le fief tire son nom de Gautier II Tirel, sire de Poix, courtisan de Guillaume le Roux (1060-1100), roi d'Angleterre en 1087, fils de Guillaume le Conquérant et accusé d'avoir tué son maître à la chasse. Le castrum du Bois-Tirel a été remplacé par un château moderne situé au midi et à trois kilomètres de La Mancellière. Il a appartenu par achat aux Lebrun de Blon, aux Gaudin de Villaine, anciens seigneurs après les Tesson, et par alliance avec eux, de la paroisse du Mesnil-Bœufs. Ce domaine entièrement fieffé, se composait de six aînesses :
- l'aînesse du Bourg de La Mancellière pour 24 acres ou 96 vergées ;
- l'aînesse de la Moustière pour 30 acres ou 120 vergées ;
- l'aînesse de la Miltière pour 30 acres ou 120 vergées ;
- l'aînesse l'Estonnardière (?) pour 32 acres ou 128 vergées ;
- l'aînesse de la Martinière (en Montigny) pour 18 acres ou 72 vergées ;
- La Corvée (en Montigny) pour 4 acres ou 16 vergées ;

L'ensemble représentant un total d'une contenance de 138 acres ou 552 vergées soit environ 113 hectares.

## Administration
| Période                                  | Période | Identité       | Étiquette | Qualité |
| ---------------------------------------- | ------- | -------------- | --------- | ------- |
|                                          |         |                |           |         |
| 1964                                     | 1971    | Armand Fauchon |           |         |
| Les données manquantes sont à compléter. |         |                |           |         |

| Période                                  | Période   | Identité        | Étiquette | Qualité |
| ---------------------------------------- | --------- | --------------- | --------- | ------- |
| 1971                                     | mars 2001 | René Gloria     |           |         |
| mars 2001                                | mars 2008 | Michel Lejuez   |           |         |
| mars 2008                                | 2014      | Odette Lemaitre | SE        |         |
| 2014                                     | En cours  | Stéphanie Giret |           |         |
| Les données manquantes sont à compléter. |           |                 |           |         |

## Démographie
En 2011, la commune comptait 195 habitants. Depuis 2004, les enquêtes de recensement dans les communes de moins de 10 000 habitants ont lieu tous les cinq ans (en 2005, 2010, 2015, etc. pour Isigny-le-Buat — dont Le Mesnil-Bœufs) et les chiffres de population municipale légale des autres années sont des estimations.
| 1931 | 1936 | 1946 | 1954 | 1962 | 1968 | 1975 | 1982 |
| ---- | ---- | ---- | ---- | ---- | ---- | ---- | ---- |
| 297  | 312  | 311  | 304  | 281  | 240  | -    | -    |

| 1990 | 1999 | 2006 | 2010 | 2015 | 2020 | 2021 | - |
| ---- | ---- | ---- | ---- | ---- | ---- | ---- | - |
| -    | -    | 156  | 194  | 190  | 181  | 182  | - |

## Lieux et monuments
- Château du Bois-Tyrel (XIIe siècle, restauré au XVIIe siècle par Marie-Émilien Le Brun de Blon[3]. En 1950, le général de Gaulle y fut accueilli par le comte Xavier de Beaulaincourt de Marles (1920-2003),[3].
- Église Saint-Brice du Mesnil-Bœufs (XIVe – XIIIe siècle). Elle abrite un lutrin (XVIIIe), un tableau de la Résurrection du christ (XVIIIe), les statues polychromées de saint Brice et saint Jean Baptiste (XVIIIe)[3], des autels latéraux (XVe).
- Croix de cimetière (XVIIe siècle).
- Les Fleurs du Cassel, jardin botanique public de 3 600 m2.

## Personnalités liées à la commune
- Le comte Xavier de Beaulaincourt de Marles (1920-2003), fils d'Albéric un brillant officier de la Première Guerre mondiale, il est mort le 23 décembre 2003, dans sa propriété du Bois-Tyrel au Mesnil-Bœufs. Résistant, il rejoint les FFL en Afrique du Nord. Militant RPF, officier de la Légion d'honneur et de l'ordre du Mérite national, il sera le secrétaire particulier du général de Gaulle jusqu'à sa mort[3].